# 테렐 회전

물체의 속도가 증가함에 따라 이론적인 길이 수축(왼쪽)과 실제로 눈에 보이는 물체의 모습(오른쪽). 빛에 속도에 가까워질수록 진행 방향 쪽으로 물체의 앞면이 점점 회전하는 것처럼 보인다.

테렐 회전(Terrell rotation) 또는 테렐 효과(Terrell effect)는 수학 및 물리적 효과 중 하나이다. 특히, 테렐 회전은 특수 상대성 이론에 따라 빛의 속력과 거의 유사한 속력으로 진행하는 경우 물체에 회전해 보이는 디스토션이 발생하는 효과이다. 이 현상은 제임스 테렐과 로저 펜로즈가 1959년 모두 독립적으로 설명했으며, 일반적인 현상은 1924년 오스트리아의 물리학자 안톤 람파가 설명했다.
우선 순위 및 초기의 올바른 원 발견자 분쟁으로 인해, 이 효과는 펜로즈-테렐 효과(Penrose–Terrell effect) 또는 테렐-펜로즈 효과(Terrell–Penrose effect)로 불리기도 한다.

## 같이 보기
- 길이 수축
- 광행차